# Triángulo de Pascal

Triángulo de Pascal para n=10.

En las matemáticas, el triángulo de Pascal o de Tartaglia es una representación de los coeficientes binomiales ordenados en forma  de triángulo. Es llamado así en honor al filósofo y matemático francés Blaise Pascal, quien introdujo esta notación en 1654, en su Tratado del triángulo aritmético. Si bien las propiedades y aplicaciones del triángulo las conocieron matemáticos indios, chinos, persas, alemanes e italianos antes del triángulo de Pascal, fue Pascal quien desarrolló muchas de sus aplicaciones y el primero en organizar la información de manera conjunta.
El triángulo de Tartaglia se puede generalizar a dimensiones mayores. La versión de tres dimensiones se llama pirámide de Pascal o tetraedro de Pascal, mientras que las versiones más generales son llamadas simplex de Pascal.

## Historia

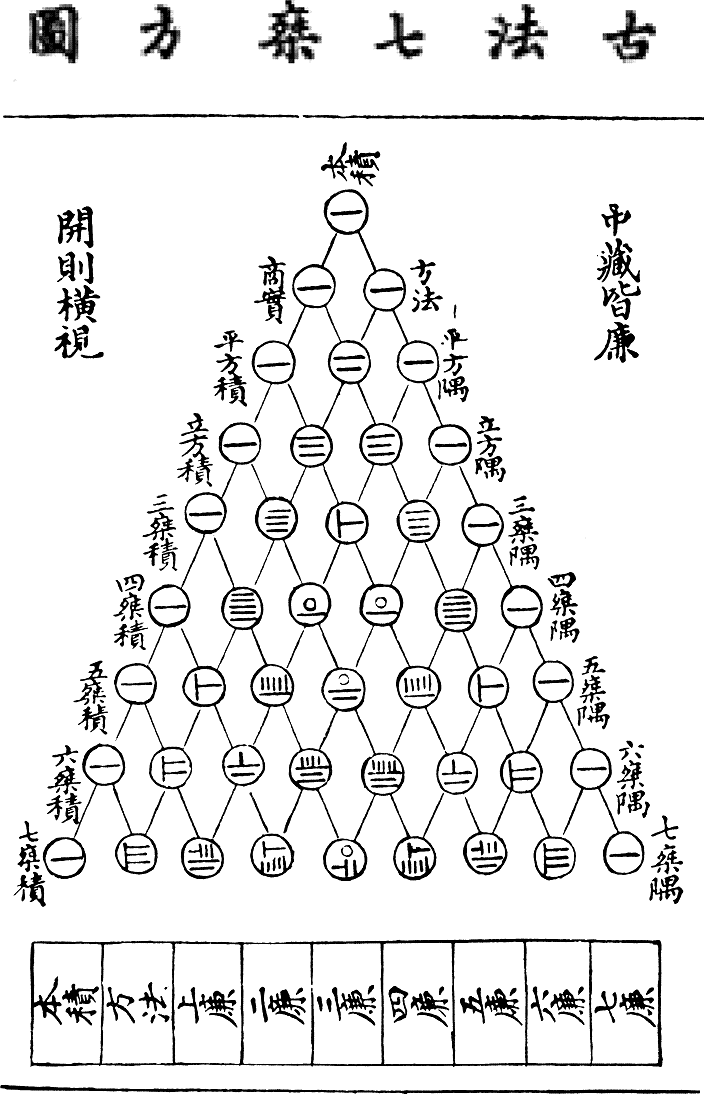
Triángulo aritmético chino

La primera representación explícita de un triángulo de coeficientes binomiales data del siglo X, en los comentarios de los Chandas Shastra, un libro antiguo indio de prosodia del sánscrito escrito por Pingala alrededor del año 200 a. C.
Las propiedades del triángulo fueron discutidas por los matemáticos persas Al-Karaji (953–1029) y Omar Khayyám (1048–1131); de aquí que en Irán sea conocido como el triángulo Khayyam-Pascal o simplemente el triángulo Khayyam. Se conocían también muchos teoremas relacionados, incluido el teorema del binomio.
En China, este triángulo era conocido desde el siglo XI por el matemático chino Jia Xian (1010–1070). En el siglo XIII, Yang Hui (1238–1298) presenta el triángulo aritmético, equivalente al triángulo de Tartaglia, de aquí que en China se le llame triángulo de Yang Hui.
Petrus Apianus (1495–1552) publicó el triángulo en el frontispicio de su libro sobre cálculos comerciales Rechnung (1527). Este es el primer registro del triángulo en Europa. En Italia, se le conoce como el triángulo de Tartaglia, en honor al algebrista italiano Niccolò Fontana Tartaglia (1500–1577). También fue estudiado por Michael Stifel (1486-1567) y por François Viète (1540-1603).  
En el Traité du triangle arithmétique (Tratado del triángulo aritmético) publicado en 1654, Blaise Pascal reúne varios resultados ya conocidos sobre el triángulo, y los emplea para resolver problemas ligados a la teoría de la probabilidad; demuestra 19 de sus propiedades, deducidas en parte de la definición combinatoria de los coeficientes. Algunas de estas propiedades eran ya conocidas y admitidas, pero sin demostración. Para demostrarlas, Pascal pone en práctica una versión acabada de inducción matemática. Demuestra la relación entre el triángulo y la fórmula del binomio. Fue bautizado Triángulo de Pascal por Pierre Raymond de Montmort (1708) quien lo llamó: Tabla del Sr. Pascal para las combinaciones, y por Abraham de Moivre (1730) quien lo llamó: "Triangulum Arithmeticum PASCALIANUM" (del latín: "Triángulo aritmético de Pascal"), que se convirtió en el nombre occidental moderno.

## Construcción
El triángulo de Tartaglia se construye siguiendo un patrón como el que se muestra en la figura de abajo. Se comienza desde la cúspide con el número «1» hacia abajo(infinito), a modo de "árbol"; se clasifica en filas, empezando por la fila cero(el «1» de la cúspide). Este "árbol" tiene nodos, que son cada número que compone el triángulo. Si sumamos dos nodos nos dará de resultado el nodo situado debajo de estos dos, y así sucesivamente.
Las diagonales que empiezan desde el «1» situado en la cabeza del triángulo valen siempre 1.

### Uso general
Este triángulo fue ideado para desarrollar las potencias de binomios. Las potencias de binomios vienen dadas por la fórmula: {\displaystyle (a+b)^{n}}, dónde a y b son constantes cualesquiera y n el exponente que define  potencia. Esta expresión se denomina binomio de Newton.
Esta fórmula del binomio de Newton desarrolla los coeficientes de cada fila en el triángulo de Tartaglia. Es por esto que existe una estrecha relación entre el triángulo de Tartaglia y los binomios de Newton.

Cada número en el triángulo es la suma de los dos que están situados por encima de él.

### Vínculo entre el triángulo de Tartaglia y el binomio de Newton
Todas las cifras escritas en cada fila del triángulo corresponden a los coeficientes del desarrollo de las potencias del binomio de Newton. Unos ejemplos de la serie que describe este comportamiento son:
{\displaystyle (a+b)^{2}=1a^{2}+2ab+1b^{2}\quad }
{\displaystyle (a+b)^{3}=1a^{3}+3a^{2}b+3ab^{2}+1b^{3}\quad }
{\displaystyle \dots }
Con estos ejemplos se concluye que la serie de la expresión general que los desarrolla es:
{\displaystyle (a+b)^{n}=a^{n}+a^{n-1}b+a^{n-2}b^{2}...+b^{n}}
| De esta forma, los coeficientes desarrollados de la forma (a+b)n se encuentran en la fila «n+1» del Triángulo de Pascal. |

También se puede generalizar este resultado para cualquier valor de {\displaystyle n\in \mathbb {N} } por inducción matemática.
Si a cada nodo de este triángulo en cada fila lo denominamos z, nos quedaría la serie que describe la expresión general del modo:
{\displaystyle (a+b)^{n}=z_{1}a^{n}+z_{2}a^{n-1}b+z_{3}a^{n-2}b^{2}...+z_{n}b^{n}}
En esta serie {\displaystyle z_{j}\in \mathbb {N} }, dónde j va desde 1 hasta n.

### Combinatoria en el triángulo de Tartaglia
La construcción del triángulo está relacionada con los coeficientes binomiales según la fórmula (también llamada regla de Pascal) combinatoria. Esta fórmula o regla explica que los coeficientes (nodos del "árbol") de una fila dada del triángulo, se pueden calcular con la fórmula combinatoria de combinaciones de {\displaystyle n} elementos de {\displaystyle k} en {\displaystyle k}; expresado matemáticamente: {\displaystyle {\tbinom {n}{k}}}, dónde {\displaystyle n} es la fila - 1 y {\displaystyle k} la posición en la fila.
Todo esta propuesta de correlato entre combinatoria y el triángulo de Tartaglia viene dada por la regla general antes mencionada:
{\textstyle (a+b)^{n}=\sum _{k=0}^{n}{n \choose k}a^{n-k}b^{k}\quad {\text{para todo}}\quad 0\leq k\leq n;\quad n,k\in \mathbb {N} }
Por ejemplo, para el binomio {\displaystyle (a+b)^{3}}, tendríamos lo siguiente:
- Quedarían cuatro nodos (elementos compuestos por a, b y coeficiente correspondientes) en la ecuación desarrollada del binomio, número el cual se refiere a la fila en la que se encuentra:

{\displaystyle (a+b)^{3}=\mathbf {1} a^{3}+\mathbf {3} a^{2}b+\mathbf {3} ab^{2}+\mathbf {1} b^{3}}
- Si expresamos los coeficientes del triángulo de la forma combinatoria quedaría lo siguiente:

| {\displaystyle {0 \choose 0}} {\displaystyle {1 \choose 0}\quad \quad \quad {1 \choose 1}} {\displaystyle {2 \choose 0}\quad \quad \quad {2 \choose 1}\quad \quad \quad {2 \choose 2}} {\displaystyle {3 \choose 0}\quad \quad \quad {3 \choose 1}\quad \quad \quad {3 \choose 2}\quad \quad \quad {3 \choose 3}} {\displaystyle \quad \leftarrow \quad {\text{fila correspondiente a }}(a+b)^{3}} |

- Cuyo triángulo correspondiente sería:

| {\displaystyle 1} {\displaystyle 1\quad \quad 1} {\displaystyle 1\quad \quad 2\quad \quad 1} {\displaystyle 1\quad \quad 3\quad \quad 3\quad \quad 1} {\displaystyle \quad \leftarrow \quad {\text{fila correspondiente a }}(a+b)^{3}} |

### Propiedades

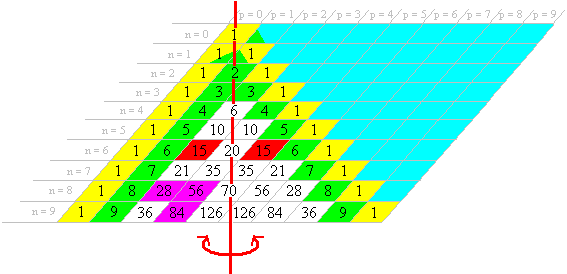
Triángulo de Pascal con algunas casillas coloreadas. Se puede observar como se distribuyen los valores simétricamente alrededor del eje vertical. Los valores de las casillas de ambos lados (en amarillo, verde y rojo) tienen el mismo valor debido a la propiedad de simetría. Las casillas exteriores (en azul), tienen valor nulo, y las casillas en violeta, proporcionan un ejemplo de la regla de Pascal.

Una vez sentadas las bases del intrínseco correlato existente entre estos dos campos de las matemáticas, véanse las propiedades de estos.
Esta imagen representa el triángulo de Pascal matricialmente, y además aplicable a combinatoria. Cada uno de los valores de un triángulo de Pascal escritos en forma de tabla corresponden a un coeficiente de la expansión de una potencia de sumas. Concretamente, el número de la fila n y la columna p, corresponde a {\displaystyle {\tbinom {n}{p}}}, o también denotado como {\displaystyle \mathbf {C} _{n}^{p}} ({\displaystyle \mathbf {C} } por "combinación") y se dice «n sobre p», «combinación de n en p» o «coeficiente binomial n, p». Las casillas vacías corresponden a valores nulos (0). Usando las propiedades de los coeficientes binomiales, se pueden obtener las siguientes propiedades de cualquier triángulo de Pascal con todo rigor:
- Los valores de cada fila del triángulo guardan simetría respecto al eje vertical imaginario del mismo, debido a que {\displaystyle {\tbinom {n}{n-p}}={\tbinom {n}{p}}.}

- Los valores correspondientes a la zona fuera del triángulo tienen valor 0, puesto que {\displaystyle {\tbinom {n}{p}}=0} cuando {\displaystyle p>n}.

- Y claro, la regla de Pascal de construcción del triángulo da la relación fundamental de los coeficientes binomiales {\displaystyle {\tbinom {n}{p}}+{\tbinom {n}{p+1}}={\tbinom {n+1}{p+1}}.}

Una consecuencia interesante del triángulo de Pascal es que la suma de todos los valores de una fila cualquiera del triángulo es una potencia de 2. Esto se debe a que, por el teorema del binomio, la expansión de la n-potencia de {\displaystyle (1+1)^{n}=2^{n}} es 
{\displaystyle {n \choose 0}+{n \choose 1}+\cdots +{n \choose n-1}+{n \choose n}=2^{n},}
que corresponde precisamente con la suma de todos los valores de la n-ésima fila de un triángulo de Pascal.

Aproximación al triángulo de Sierpinski obtenida coloreando de negro las casillas del Triángulo de Pascal que contienen un número par y de gris aquéllas que contienen un número impar.

## Otras interpretaciones o representaciones

### Triángulo rectángulo

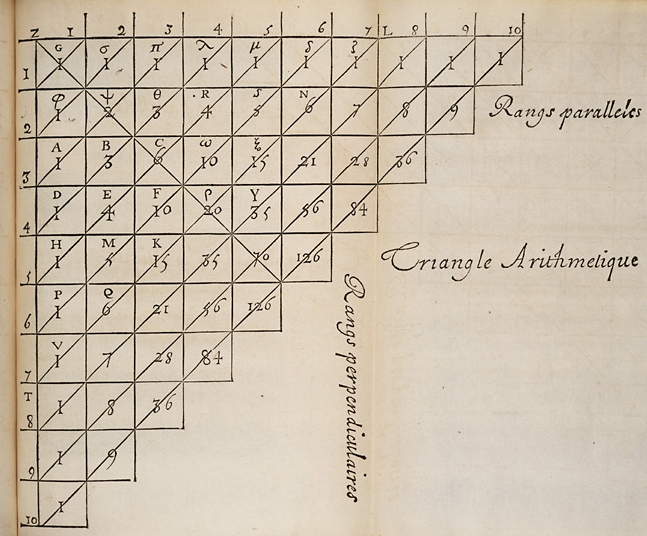
Triángulo de Pascal en el escrito original de Pascal.

La ilustración al comienzo del artículo muestra el triángulo de Pascal dibujado como un triángulo equilátero. Es posible «enderezarlo» de tal forma que su dibujo quede como un triángulo rectángulo. De esta forma, a la izquierda queda una columna de números «1». La siguiente columna deja un lugar vacío en la primera fila y sigue con la sucesión de números naturales: {\displaystyle 1,2,3,4,\dots ,n,\dots } La tercera columna deja dos filas vacías y comienza con la sucesión de los números triangulares: {\displaystyle 1,3,6,10,15,\dots } Dibujado de esta manera es fácil ver que:
- Cada número en una columna cualquiera es igual a la suma parcial de los elementos de la columna anterior (a la izquierda) hasta la fila anterior en orden descendente.
- La tercera columna es la sucesión de los números triangulares; la cuarta, la de los números tetraédricos; la quinta, la de los números pentaédricos, y así sucesivamente.

### Potencias en base 2
También se pueden encontrar las potencias en base 2 de la forma {\displaystyle 2^{n},\ n\in \mathbb {N} } como las sumas sucesivas de los coeficientes de las filas, siendo n la fila en la que se encuentra la potencia {\displaystyle 2^{n}}:
{\displaystyle 2^{0}=1}
{\displaystyle 2^{1}=1+1}
{\displaystyle 2^{2}=1+2+1}
{\displaystyle 2^{3}=1+3+3+1}
{\displaystyle 2^{4}=1+4+6+4+1}
{\displaystyle \dots }

### Sucesión de Fibonacci

Relación entre el triángulo de Pascal y la sucesión de Fibonacci

En el triángulo de Pascal se puede apreciar una relación entre un modo de sumar las diagonales y la sucesión de Fibonacci. Los primeros términos de esta sucesión son: {\displaystyle 1,1,2,3,5,8,13,21,34,55\dots }
Como se puede apreciar en la imagen de la derecha, las sumas sucesivas de las diagonales desde arriba a la derecha hacia abajo a la izquierda componen la sucesión de Fibonacci.

### Números primos
Existe una propiedad sobre el triángulo de Pascal que indica que si el primer elemento de una fila (sin contar los «1») es un número primo, entonces todos los demás elementos de la fila serán divisibles por él.
Ejemplo: 
{\displaystyle {\text{En la fila  11 }}\rightarrow 1\quad 11\quad 55\quad 165\quad 330\quad 462\quad 462\quad 330\quad 165\quad 55\quad 1};
El 55, 165, 330 y 462 son divisibles por 11.

## Generalizaciones

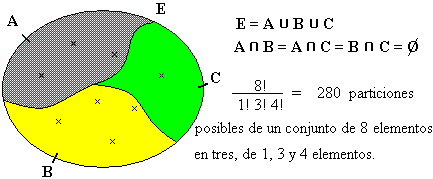
Ejemplo combinacional de coeficiente trinomial.

En vez de considerar las potencias de a + b, se puede considerar las del trinomio a + b + c. De esta manera, (a + b + c)n es una suma de monomios de la forma λp, q, r
·ap·bq·cr, con p, q y r positivos, p + q + r = n, y λp, q, r un número natural que se llama coeficiente trinomial.
Los cálculos son similares a los del coeficiente binomial, y se dan mediante la siguiente expresión:
{\displaystyle \lambda _{p,q,r}={n \choose p,q,r}={\frac {n!}{p!q!r!}}},
en subconjuntos de p, q y r elementos. 

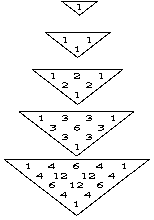
Pirámide de Pascal. Se han dibujado las primeras secciones a partir de la cumbre.

Estos coeficientes se pueden considerar como la analogía tridimensional del triángulo de Pascal. De hecho, a la distribución de estos coeficientes al estilo piramidal se le conoce como pirámide de Pascal; es también infinita, con secciones triangulares, y el valor en cada casilla es la suma de los valores de las tres casillas encima de ella.
En esta pirámide se observa una invariante por rotación de 120 grados alrededor de un eje vertical que pasa por el vértice. El triángulo de Pascal aparece en las tres caras de la pirámide.
De igual manera, todo esto se puede generalizar a dimensiones finitas cualesquiera, pero sin la posibilidad de hacer dibujos explicativos sencillos.

## El triángulo de Pascal en programación
Los siguientes códigos del triángulo de Pascal se basan en la propiedad: {\displaystyle n=C(fila,posicion)}, teniendo en cuenta que n es un valor perteneciente al triángulo de Pascal, fila es el número de nivel (altura) que nos encontramos del triángulo de Pascal, se empezaría por "1 1", el cual sería la fila 1, y la posición se refiere al índice del dato en la fila, leído de izquierda a derecha. Así pues, en la segunda fila del triángulo de Pascal tenemos: {\displaystyle 2=C(2,1)}, ya que se encuentra en la posición 1 (empezamos por la posición 0) y se encuentra en el nivel 2. Teniendo en cuenta que C hace referencia a combinatoria, por lo que se sigue la siguiente fórmula para hallarlo: {\displaystyle C(x,y)={x! \over y!(x-y)!}}. Y teniendo en cuenta que se hace uso del factorial.
Por otro lado, en el código de Java el factorial se realiza mediante un bucle, siguiendo la definición: {\displaystyle x!=x(x-1)...1}
En cambio, en el código de Python se realiza mediante la recursividad, siguiendo la siguiente definición: {\displaystyle x!=x(x-1)!}

### Código en Java
```
import
 
java.util.Scanner
;

public
 
class
 
TrianguloPascal
 
{

	
public
 
static
 
void
 
main
(
String
[]
 
args
)
 
{

		
Scanner
 
entrada
 
=
 
new
 
Scanner
(
System
.
in
);

		
System
.
out
.
print
(
"Indica el número de filas que desee: "
);

		
crearTriangulo
(
entrada
.
nextInt
());

		
entrada
.
close
();

	
}

	

	
private
 
static
 
long
 
factorial
(
int
 
n1
)
 
{

		
long
 
miNum
 
=
 
1
;

		
for
(
int
 
i
=
1
;
i
<=
n1
;
i
++
)
 
{

			
miNum
*=
i
;

		
}

		
return
 
miNum
;

	
}

	

	
private
 
static
 
int
 
combinatoria
(
int
 
n1
,
 
int
 
n2
)
 
{

		
int
 
resultado
 
=
 
0
;

		
resultado
 
=
 
(
int
)
 
(
factorial
(
n1
)
 
/
 
(
factorial
(
n2
)
*
factorial
(
n1
-
n2
)));

		
return
 
resultado
;

	
}

	

	
public
 
static
 
void
 
crearTriangulo
(
int
 
n_filas
)
 
{

		
for
(
int
 
fila
=
1
;
fila
<=
n_filas
;
fila
++
)
 
{

			
for
(
int
 
i
=
0
;
i
<
(
n_filas
-
fila
);
i
++
)
 
{

				
System
.
out
.
print
(
" "
);

			
}

			
if
(
fila
 
==
 
1
)
 
{

				
System
.
out
.
println
(
"1 1"
);

			
}
else
 
{

				
for
(
int
 
i
=
0
;
i
<
(
fila
+
1
);
i
++
)
 
{

					
System
.
out
.
print
(
combinatoria
(
fila
,
 
i
)
 
+
 
" "
);

				
}

				
System
.
out
.
println
();

			
}

		
}

	
}

}

```

### Código en Python
```
# Doing the Pascal's Triangle using Python

def
 
factorial
(
num
):

    
if
 
num
 
>
 
0
:

        
# Doing the factorial using recursion

        
return
 
int
(
num
*
factorial
(
num
-
1
))

    
else
:

        
return
 
1

def
 
combinatoria
(
num1
,
 
num2
):

    
return
 
int
(
factorial
(
num1
)
 
/
 
(
factorial
(
num2
)
*
factorial
(
num1
-
num2
)))

def
 
crearTriangulo
(
n_filas
):

    
for
 
fila
 
in
 
range
(
n_filas
):

        
for
 
j
 
in
 
range
(
n_filas
-
fila
+
1
):

            
print
(
" "
,
 
end
=
""
)

        
if
 
fila
 
==
 
0
:

            
print
(
"1 1"
)

        
else
:

            
for
 
j
 
in
 
range
(
fila
+
2
):

                
print
(
combinatoria
(
fila
+
1
,
 
j
),
 
end
=
" "
)

            
print
()

crearTriangulo
(
int
(
input
(
"Indica el número de filas que desee: "
)))

```

### Código en C++
```
#include
<iostream>

long
 
factorial
(
int
 
x
){

	
if
(
x
 
>
 
0
){

		
return
 
x
 
*
 
factorial
(
x
-1
);
 
//Recursividad

	
}
else
{

		
return
 
1
;

	
}

}

int
 
combinatoria
(
int
 
num1
,
 
int
 
num2
){

	
return
 
((
int
)
 
factorial
(
num1
))
/
 
(
factorial
(
num2
)
*
factorial
(
num1
-
num2
));

}

void
 
imprimirTriangulo
(
int
 
filas
){

	
for
(
int
 
i
=
1
;
i
<=
filas
;
i
++
){

		
for
(
int
 
j
=
0
;
j
<
(
filas
-
i
);
j
++
){

			
std
::
cout
<<
" "
;

		
}

		
if
(
i
 
==
 
1
){

			
std
::
cout
<<
"1 1"
<<
std
::
endl
;

		
}
else
{

			
for
(
int
 
j
=
0
;
j
<=
i
;
j
++
){

				
std
::
cout
<<
combinatoria
(
i
,
 
j
)
<<
 
" "
;

			
}

			
std
::
cout
 
<<
std
::
endl
;

		
}

	
}

}

int
 
main
(){

	
int
 
filas
 
=
 
0
;

	
std
::
cout
<<
"Escribe el número de niveles que desea: "
<<
std
::
endl
;

	
std
::
cin
 
>>
 
filas
;

	
imprimirTriangulo
(
filas
);

    
return
 
0
;

}

```